# Edward C. Carfagno
Edward C. Carfagno est un directeur artistique et chef décorateur américain né le 28 novembre 1907 à Los Angeles et mort le 28 décembre 1996 dans la même ville.

## Filmographie sélective

### Directeur artistique
- 1944 : Le Fantôme de Canterville
- 1945 : L'introuvable rentre chez lui
- 1945 : L'Impossible Amour (Between Two Women)
- 1945 : Our Vines Have Tender Grapes (it)
- 1945 : The Sailor Takes a Wife
- 1946 : Boys' Ranch
- 1946 : Cœur secret
- 1947 : Cynthia
- 1947 : Vive l'amour
- 1948 : Dans une île avec vous
- 1949 : Entrons dans la danse
- 1949 : La Fille de Neptune
- 1950 : La Dame sans passeport
- 1951 : Angels in the Outfield
- 1951 : Quo Vadis
- 1952 : Aventure à Rome (When in Rome)
- 1952 : Les Ensorcelés
- 1953 : Histoire de trois amours
- 1953 : Jules César
- 1953 : Sergent la Terreur
- 1953 : La Roulotte du plaisir
- 1954 : La Tour des ambitieux
- 1954 : Au fond de mon cœur
- 1956 : Thé et sympathie
- 1957 : Le Carnaval des dieux
- 1957 : La Cage aux hommes (House of Numbers) de Russell Rouse
- 1959 : Ben-Hur
- 1960 : Les Jeunes Loups (All the Fine Young Cannibals)
- 1961 : Volupté
- 1961 : Le troisième homme était une femme
- 1962 : Les Amours enchantées
- 1962 : L'École des jeunes mariés
- 1963 : A Ticklish Affair
- 1963 : Un dimanche à New York
- 1964 : L'Amour en quatrième vitesse
- 1964 : Signpost to Murder
- 1965 : 36 Heures avant le débarquement (36 Hours), de George Seaton
- 1965 : Le Kid de Cincinnati
- 1966 : La Blonde défie le FBI
- 1966 : Le Tombeur de ces dames
- 1967 : Comment réussir en amour sans se fatiguer?
- 1968 : Les Souliers de Saint-Pierre
- 1969 : The Maltese Bippy (en)
- 1969 : Filles et Show-business (The Trouble with Girls)
- 1969 : The Extraordinary Seaman
- 1970 : La Guerre des bootleggers
- 1970 : La Balade du bourreau
- 1972 : Alerte à la bombe
- 1972 : Melinda
- 1973 : Soleil vert
- 1973 : Le Fantôme de Cat Dancing
- 1976 : La Loi de la haine
- 1977 : À la recherche de Mister Goodbar

### Chef décorateur
- 1975 : L'Odyssée du Hindenburg
- 1976 : Gable et Lombard (Gable and Lombard)
- 1977 : Génération Proteus
- 1978 : The One and Only
- 1979 : C'était demain
- 1979 : Météore (Meteor)
- 1980 : La Puce et le Grincheux
- 1982 : Meurtres en direct
- 1982 : Honkytonk Man
- 1983 : L'Arnaque 2
- 1983 : Le Retour de l'inspecteur Harry
- 1984 : La Corde raide
- 1984 : Solo pour deux
- 1984 : Haut les flingues
- 1985 : Pale Rider - Le cavalier solitaire
- 1986 : Ratboy
- 1986 : Le Maître de guerre
- 1988 : Bird
- 1988 : L'inspecteur Harry est la dernière cible
- 1989 : Pink Cadillac